# Savanyú káposzta
A savanyú káposzta egy fejes káposztából, tejsavas erjedéssel készülő tartósított élelmiszer, kiemelkedően magas C-vitamin tartalommal.

## Készítése

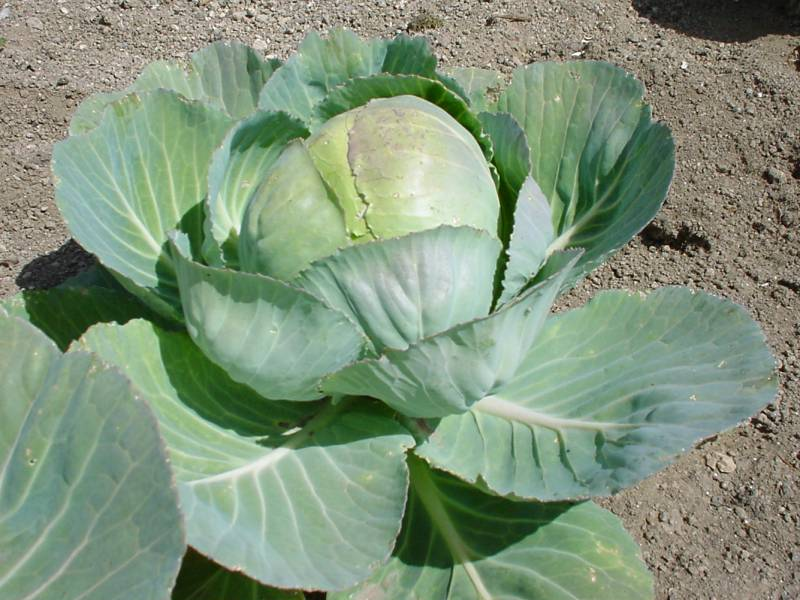
Alapanyaga a fejes káposzta

A fejes káposztát gyalun csíkokra vágják, sózva, fűszerezve nagy edényekbe, tradicionálisan fa, újabban műanyag hordókba rakják. Töltött káposztához egész leveleket is savanyítanak. Gyakoribb ízesítője a karikázott vöröshagyma, köménymag, egész fekete bors, mustármag, apró erős paprika, babérlevél, torma, karikázott birsalma. Levegő kiszorításával (tömörítés) a rászorított fedél alatt erjedésnek indul.
Mikor az erjedés megindult, a káposzta levet ereszt, felhabzik, a tetejére gyűlő habot víz hozzáadásával eltávolítják. Gyors savanyítása (régen): a fejeket felaprították, kisebb edénybe téve vízzel felöntötték, az erjedést kovásszal, vagy kenyérdarabbal indították. Az erjedés befejeztével ételek alapanyagául szolgál, de azonnali nyersen fogyasztásra is alkalmas (így megmarad a C-vitamin tartalma).

## Fogyasztása
A töltött káposzta, székelygulyás, erdélyi rakott káposzta, korhelyleves nélkülözhetetlen alapanyaga. Oroszországtól Elzászig népszerű, az orosz, ukrán, lengyel, cseh, szlovák és a német konyha gyakori alapanyaga. Amerikában leginkább hot dog szendvicsekbe teszik, de Pennsylvania államban szokásos újévi étel. A mediterrán országokban kevésbé ismerik.
Magas hisztamintartalma miatt arra érzékeny embereknél rossz közérzetet, migrént okozhat a fogyasztása. Másoknál éppen ellenkezőleg, szilveszteri másnaposság ellen fogyasztják.

## Érdekesség
Skorbutellenes hatását már a 18. században megállapították. A század végétől a hosszabb útra induló brit hadihajókon a készletben tartották, de a brit konyhától való távoli íze miatt a matrózok nem szívesen, szinte csak parancsra fogyasztották.

## Lásd még
- Erjedés